# Lionel Lennard Hoare
Lionel Lennard Hoare, britanski general, * 1871, † 1955.